# الایزا دولیتل

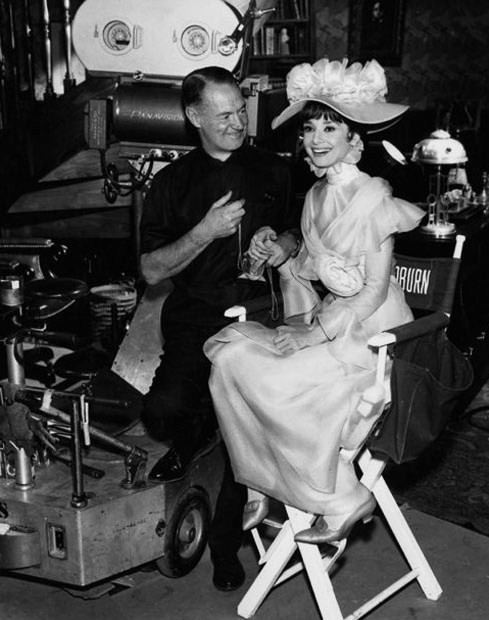
آدری هپبورن در نقش الایزا دولیتل پشت صحنه فیلم موزیکال بانوی زیبای من.

الایزا دولیتل یک شخصیت داستان و شخصیت اصلی پیگمالیون نمایشنامه ۱۹۱۲ جورج برنارد شاو و اقتباس تئاتر موزیکال آن، بانوی زیبای من است. 
الیزا (ظاهراً متولد محله لیسون گروو، لندن) یک دختر گل فروش کاکنی است که بعد از یک ملاقات اتفاقی با پروفسور هنری هیگینز در کاونت گاردن، به سراغ پروفسور هنری هیگینز می‌رود تا از او درس فصاحت بگیرد. هیگینز به دلیل یک شرط‌بندی درخواست دولیتل را قبول می‌کند: اینکه او بتواند دولیتل را به یک عضو برجسته جامعه نخبه لندن تبدیل کند. گویش کاکنی او شامل کلماتی است که در بین طبقه کارگر لندن معمول است  مانند: «اینها نیست». دولیتل گفت: «من با صحبت کردن با آقا هیچ کاری اشتباه نکردم».
دولیتل فن بیان و قوانین آداب را می‌آموزد. نتیجه این توجهات بین نمایش اصلی و اقتباس‌های مختلف آن متفاوت است (به مقاله پیگمالیون مراجعه شود). 